# The Powerpuff Girls : À la poursuite du gâteau chimique
The Powerpuff Girls : À la poursuite du gâteau chimique (The Powerpuff Girls: Chemical X-traction) est un jeu vidéo de combat sorti en 2001 sur Nintendo 64 et PlayStation. Le jeu a été développé par VIS Entertainment et édité par Bam! Entertainment.
Le jeu s'inspire de la série d'animation Les Supers Nanas.